# 余子駅
余子駅（あまりこえき）は、鳥取県境港市竹内町字旭田にある、西日本旅客鉄道（JR西日本）境線の駅である。妖怪の名前から取られた愛称はこなきじじい駅である。

## 歴史
- 1932年（昭和7年）12月22日：鉄道省境線篠津駅（現・米子空港駅） - 境港駅間に新設[1]。一般駅[1]。
- 1962年（昭和37年）
  - 4月20日：業務委託駅化（日本交通観光社受託）[2]。
  - 10月1日：小口扱い貨物取扱廃止（旅客駅化）[1]。
- 1972年（昭和47年）11月1日：荷物扱い廃止[3][4]、無人駅化[5]。
- 1978年（昭和53年）3月：コンクリートブロック造平屋建て駅舎に改築[6]。
- 1987年（昭和62年）4月1日：国鉄分割民営化に伴い、JR西日本に移管[1]。
- 1993年（平成5年）3月下旬：自動券売機設置、使用開始[7]。
- 2019年（平成31年）3月16日：車載型IC改札機により、ICカード「ICOCA」が利用可能となる。

## 駅構造
境港方面に向かって右側に単式ホーム1面1線を有する地上駅（停留所）。駅舎はあるが無人駅（米子駅管理）。駅舎内には待合室がある。出札窓口自体は無いが、自動券売機が設置されている。駅にはトイレは無い。
また、臨時快速みなとライナーの停車駅である。

## 利用状況
| 1日乗降人員推移 | 1日乗降人員推移 |
| 年度            | 1日平均人数     |
| --------------- | --------------- |
| 2011年          | 723             |
| 2012年          | 732             |
| 2013年          | 690             |
| 2014年          | 624             |
| 2015年          | 610             |
| 2016年          |                 |
| 2017年          |                 |
| 2018年          | 658             |

## 駅周辺
- 境港竹内郵便局
- 鳥取県立境港総合技術高等学校
- 境港市立第二中学校
- 境港市立余子小学校
- 境港市立誠道小学校
- 鳥取県道221号余子停車場線
- 鳥取県道246号渡余子停車場線

### バス路線
バスのりばは駅前にある。
- はまるーぷバス
  - メインコース（右回り・左回り）

## 隣の駅
西日本旅客鉄道（JR西日本）
 境線
高松町駅（すねこすり駅） - 余子駅（こなきじじい駅） - 上道駅（一反木綿駅）

## その他
- 当駅から渡地区まで結ぶ境鉄道が計画されていた[9]。